# ردکلیف (کنتاکی)
ردکلیف (به انگلیسی: Radcliff) شهری در ایالت کنتاکی کشور ایالات متحده آمریکا است که جمعیت آن در سرشماری سال ۲۰۱۰ میلادی، ۲۱٬۶۸۸ نفر بوده‌است.